# پسرها (عشق دوران تابستان)
«پسرها (عشق دوران تابستان)» (به انگلیسی: ‎Boys (Summertime Love)‎) نام تک‌آهنگی از سابرینا خوانندهٔ ایتالیایی است که در سال ۱۹۸۷ منتشر شد. این ترانه نخستین آهنگ تکی از اولین آلبوم موفق او با نام سابرینا است که در اروپا، آمریکای جنوبی و استرالیا با استقبال گسترده روبرو شد. از جمله در سویس، فرانسه و ایتالیا که به آهنگ شماره ۱ جدول‌های فروش تبدیل شد. البته نباید از یاد برد که «پسرها» بخشی از موفقیت خود را مدیون ویدئوی اروتیکش بود.
گروه پاپ دِ چیکی گرلز که در انگلستان به‌خاطر اشعار رک و ویدئوهای گستاخانه‌شان شهرت دارند، بعداً نسخه‌ای از این آهنگ را با نام «پسرها و دخترها (عشق ایام کریسمس)» اجرا کردند.

## ویدئو
بخشی از موفقیت آهنگ را باید به حساب ویدئوی آن گذاشت که در هتل فلوریدای شهر Jesolo واقع در ونیز ایتالیا فیلم‌برداری شده‌است. ویدئو سابرینا را نشان می‌دهد که مشغول شنا کردن در استخر هتل است و در هنگام آواز خواندن در استخر سینه‌بند او به پایین لیز می‌خورد و نوک سینه‌اش آشکار می‌شود. این ویدئو تا به امروز یکی از بیشترین آمار دانلود ویدئوکلیپ از اینترنت را به‌خود اختصاص داده است. همچنین اولین ویدئویی‌ست که در پادشاهی متحد انگلستان با سانسور پخش شده‌است.

سابرینا در حال اجرای آهنگ پسرها (عشق دوران تابستان).

## موفقیت در فروش
«پسرها (عشق دوران تابستان)» بزرگترین موفقیت‌اش را در ایتالیا کسب کرد و به مدت ۲ ماه در صدر جدول پرفروش‌ترین‌های موسیقی آن کشور قرار گرفت. همچنین در فرانسه با استفبال گسترده روبرو شد و برای ۵ هفته، آهنگ شماره ۱ آن کشور بود و برای بیست و پنج هفتهٔ متوالی (از ۱۲ دسامبر ۱۹۸۷ تا ۲۸ می ۱۹۸۸) جزو ۳۰  تک‌آهنگ پرفروش فرانسه باقی ماند. بر طبق آمار، این اثر ۲۹۲ بار به عنوان پرفروش‌ترین آهنگ در فرانسه شناخته شده و فقط در این کشور بیش از ۶۸۳/۰۰۰ نسخه از آن به فروش رسیده‌است. این آهنگ در انگلستان رتبهٔ ۳ و در استرالیا جایگاه یازدهم جدول فروش را از آن خود کرد.
| جدول فروش کشور (تک‌آهنگ‌های ۱۹۸۷-۱۹۸۸) | بالاترین رده |
| ------------------------------------ | ------------ |
| استرالیا                             | ۱۱           |
| اتریش                                | ۵            |
| هلند                                 | ۵            |
| فرانسه                               | ۱            |
| فنلاند                               | ۲            |
| آلمان                                | ۲            |
| ایرلند                               | ۳            |
| ایتالیا                              | ۱            |
| نروژ                                 | ۳            |
| آفریقای جنوبی                        | ۱۴           |
| اسپانیا                              | ۲            |
| سوئد                                 | ۵            |
| سویس                                 | ۱            |
| پادشاهی متحد انگلستان                | ۳            |